# العلاقات السلوفاكية اللاتفية
العلاقات السلوفاكية اللاتفية هي العلاقات الثنائية التي تجمع بين سلوفاكيا ولاتفيا.

## مقارنة بين البلدين
هذه مقارنة عامة ومرجعية للدولتين:
| وجه المقارنة                                              | سلوفاكيا                                                       | لاتفيا                                             |
| --------------------------------------------------------- | -------------------------------------------------------------- | -------------------------------------------------- |
| المساحة (كم2)                                             | 49.03 ألف                                                      | 64.59 ألف                                          |
| عدد السكان (نسمة)                                         | 5.44 مليون                                                     | 1.93 مليون                                         |
| الكثافة السكانية (ن./كم²)                                 | 110.95                                                         | 29.88                                              |
| العاصمة                                                   | براتيسلافا                                                     | ريغا                                               |
| اللغة الرسمية                                             | اللغة السلوفاكية                                               | اللغة اللاتفية                                     |
| العملة                                                    | كرونة سلوفاكية، يورو                                           | يورو، لاتس لاتفي، الروبل اللاتفي ‏، الروبل اللاتفي ‏ |
| الناتج المحلي الإجمالي (بليون دولار)                      | 95.77 مليار                                                    | 30.26 مليار                                        |
| الناتج المحلي الإجمالي (تعادل القوة الشرائية) بليون دولار | 162.34 مليار                                                   | 49.24 مليار                                        |
| الناتج المحلي الإجمالي الاسمي للفرد دولار أمريكي          | 16.09 ألف                                                      | 14.06 ألف                                          |
| الناتج المحلي الإجمالي للفرد دولار أمريكي                 | 30.46 ألف                                                      | 23.55 ألف                                          |
| مؤشر التنمية البشرية                                      | 0.844                                                          | 0.819                                              |
| رمز المكالمات الدولي                                      | +421                                                           | +371                                               |
| رمز الإنترنت                                              | .sk                                                            | .lv                                                |
| المنطقة الزمنية                                           | توقيت وسط أوروبا، ت ع م+01:00، ت ع م+02:00، أوروبا/براتيسلافا ‏ | ت ع م+02:00، ت ع م+03:00، أوروبا/ريغا ‏             |

## مدن متوأمة
في ما يلي قائمة باتفاقيات التوأمة بين مدن سلوفاكية ولاتفية:
- ترتبط زفولن مع سيغولدا باتفاقية توأمة.
- ترتبط Komárovce [الإنجليزية]‏ مع ستايكل باتفاقية توأمة.

## منظمات دولية مشتركة
يشترك البلدان في عضوية مجموعة من المنظمات الدولية، منها:
| علم المنظمة | اسم المنظمة                               | تاريخ انضمام سلوفاكيا | تاريخ انضمام لاتفيا |
| ----------- | ----------------------------------------- | --------------------- | ------------------- |
|             | الاتحاد الأوروبي                          | 1 مايو 2004           | 1 مايو 2004         |
|             | وكالة ضمان الاستثمار متعدد الأطراف        | 1993                  | 21 أغسطس 1998       |
|             | منظمة التعاون الاقتصادي والتنمية          | ?                     | 16 يونيو 2016       |
|             | الأمم المتحدة                             | 19 يناير 1993         | 17 سبتمبر 1991      |
|             | الفريق المعني برصد الأرض                  | ?                     | ?                   |
|             | مركز تنسيق الحركة في أوروبا ‏              | ?                     | ?                   |
|             | منظمة حظر الأسلحة الكيميائية              | ?                     | ?                   |
|             | منظمة التجارة العالمية                    | ?                     | 1999                |
|             | منظمة الشرطة الجنائية الدولية             | ?                     | ?                   |
|             | منظمة الأمن والتعاون في أوروبا            | 1993                  | 10 سبتمبر 1991      |
|             | مؤسسة التنمية الدولية                     | 1993                  | 11 أغسطس 1992       |
|             | حلف شمال الأطلسي                          | 29 مارس 2004          | 29 مارس 2004        |
|             | يونسكو                                    | 9 فبراير 1993         | 9 يوليو 1951        |
|             | الاتحاد البريدي العالمي                   | ?                     | ?                   |
|             | البنك الدولي للإنشاء والتعمير             | 1993                  | 11 أغسطس 1992       |
|             | اتفاقية السماوات المفتوحة                 | ?                     | ?                   |
|             | الاتحاد الدولي للاتصالات                  | 23 فبراير 1993        | 11 ديسمبر 1921      |
|             | مؤسسة التمويل الدولية                     | 1993                  | 29 سبتمبر 1993      |
|             | المنظمة الأوروبية لسلامة الملاحة الجوية   | 1997                  | 2011                |
|             | المركز الدولي لتسوية المنازعات الاستشارية | 26 يونيو 1994         | 7 سبتمبر 1997       |
|             | مجموعة أستراليا                           | 1994                  | 2004                |
|             | مجموعة الموردين النوويين                  | ?                     | ?                   |

## وصلات خارجية
- موقع وزارة الخارجية السلوفاكية
- موقع وزارة الخارجية اللاتفية